# アニダン
アニダン（アニダン GRAND PRIX）とは、コスプレをして日本のアニメーション音楽に合わせてダンスを行うコンテストイベントである。

## 概要
主催するアニダン実行委員会は「ANIME×DANCE×COSTUME（中略）新しいエンターテインメントカルチャー」を掲げている。2013年に第1回が開催され、以後、毎年開催されている。

## 開催状況

### アニダン GRAND PRIX VOL.1
- 開催日程：2013年12月28日[1]。
- 会場：舞浜アンフィシアター[1]。
- 参加要項：誰でも可、人数制限無し。コスプレ必須、日本のアニメソング使用、パフォーマンス時間は3分以内。[1]
- その他：入場料は前売り1000円、当日1500円[1]。
- 結果「賞 / チーム名（タイトル）」：グランプリ / NADINA（エヴァンゲリオン）、アミューズ賞・オーディエンス賞 / ALL DANCE CREATOR（ゲゲゲの鬼太郎）、LIVE DAM賞 / Milky Way☆彡（うる星やつら）、イープラス賞 / half&half（銀魂）、イーイノベーション賞 / FULL HALF（サマーウォーズ）、コスチューム賞 / あいむはんぐりー（ib）[4]。

### アニダン GRAND PRIX VOL.2
- 開催日程：2014年12月14日。
- 結果「賞 / チーム名（テーマ）」：グランプリ / ポン☆コツ（アイドルマスター シンデレラガールズ）、準グランプリ / ちびーず from 花鳥風月（らき☆すた）、イープラス賞 / 天空の谷のとなりの宅急便（全部盛り）（風の谷のナウシカ、崖の上のポニョ、天空の城ラピュタ）、LIVE DAM賞 / ALL DANCE CREATOR（Dr.スランプ アラレちゃん）、アニソン☆エクササイズ賞 / 義務教育とオッサン!!（ヤッターマン）[5]。

### 山中湖×アニダンGRAND PRIX 2015
- 開催日程：2015年7月25日 - 26日[6]。
- 会場：山中湖交流プラザきらら シアターひびき[6]。
- 参加要項：2人以上のグループで経験・年齢・国籍不問。仮装必須、日本のアニメソング使用、ダンスジャンルは制約なし、パフォーマンス時間は2分30秒以内。[6]
- その他：参加費は1人当り2000円。観覧無料。[6]
- ゲスト：森口博子[7]。
- 結果「賞 / チーム名」：グランプリ / MAGLIKER、準グランプリ / ぽん☆こつ、山中湖村賞 / KDCフライドチキン、ベストパフォーマンス賞 / From NeverLand、ベストコスチューム賞 / FUJI SAKURA塾、ベストチームワーク賞 / 九蛇海賊団、ベストインパクト賞 / DreamDays。

### アニダン GRAND PRIX VOL.3
- 開催日程：2015年12月13日。
- 結果「賞 / チーム名」：グランプリ・一般部門 / スーパー3D、準グランプリ・一般部門 / PECORI、グランプリ・キッズ部門 / PEACH Drops、準グランプリ・キッズ部門 / 花鳥風月、審査員特別賞 / 佐藤家、コスチューム賞 / 美少女戦士ステップビーチ[8]。

### アニダン GRAND PRIX VOL.4
- 開催日程：2016年8月28日。
- その他：同年8月7日に世界コスプレサミットとコラボレーションする「アニダン GRAND PRIX in WCS」が開催された[9]。参加国にベトナム、中国、韓国。
- 結果「賞 / チーム名」：グランプリ・一般部門 / STBの奇妙な冒険～ステップビーチは砕けない～、準グランプリ・一般部門 / 山葉学園～平成10年開校～、グランプリ・キッズ部門 / 花鳥風月、準グランプリ・キッズ部門 / ブリシャラ、審査員特別賞 / SEIJUN number、コスチューム賞 / guimauve～千と千尋の神隠し～、イーブラス賞 / ワンデープロジェクト[10]。

### アニダン GRAND PRIX VOL.5
- 開催日程：2017年10月8日。
- 結果「賞 / チーム名」：グランプリ・一般部門 / 白書んズ、準グランプリ・一般部門 / 山葉学園～平成10年開校～、グランプリ・キッズ部門 / Revival、準グランプリ・キッズ部門 / ブリシャラ、審査員特別賞 / 魔女まじっく天国～本日の主役～、コスチューム賞 / 織彩色舞、イーブラス賞 / MAGLIKER[11]。

### アニダン GRAND PRIX VOL.6
- 開催日程：2018年8月19日。
- スペシャルゲスト：AKINO with bless4
- 結果「賞 / チーム名」：グランプリ・一般部門 / 山村学園高等学校ダンス部☆Triumph☆17、準グランプリ・一般部門 / 白書んズ、グランプリ・キッズ部門 / PEACH drops、準グランプリ・キッズ部門 / Synchression、審査員特別賞 / ステップビーチZ、コスチューム賞 / guimauve、パッと!ピッと!プロミス賞 / GINGER、イーブラス賞 / ワンデープロジェクト[12]。

### 肉フェス×アニダンGRAND PRIX
- 開催日程：2019年5月3日 - 4日[13]。
- 結果「賞 / チーム名」：
  - 肉フェスOSAKA：グランプリ / 米田兄弟★、準グランプリ / aichiyu、3位 / Rhythroom煌、パッと!ピッと!プロミス賞 / 暗黒担々麺[14]。
  - 肉フェスTOKYO：グランプリ / いちごましゅまろ、準グランプリ / Meria's、3位 / ゆいるとらんか、パッと!ピッと!プロミス賞 / 9Mermaid[14]。

### アニダン GRAND PRIX VOL.7
- 開催日程：2019年9月1日。
- 結果「賞 / チーム名」：グランプリ・一般部門 / ワンデープロジェクト、準グランプリ・一般部門 / Butterfly∞、グランプリ・キッズ部門 / シンクレッション、準グランプリ・キッズ部門 / A.R.S、審査員特別賞 / アオハルかよ。、コスチューム賞 / 相模舞台同盟、パッと!ピッと!プロミス賞 / 魔女まじっく天国～本日の主役～、イーブラス賞 / 山村学園高等学校ダンス部☆Triumph☆18[15]。

### アニダン GRAND PRIX VOL.8
- 開催日程：2020年8月23日予定だったが、新型コロナウイルスの感染拡大を受けて中止となった[16]。

## ネット配信番組
- ピクションオリジナル番組（ネットカフェやビジネスホテルのピクション導入店舗で視聴できる）[17]。
  - アニダン ライナーノーツ[18]。
  - アニダン ライナーノーツ2：出演 / 神生アキラ（アルスマグナ）[17]。